# حرارة النهار (رواية)
حرارة النهار (بالإنجليزية: The Heat of the Day)‏ هي رواية للكاتبة البريطانية إليزابيث بوين، نشرت عام 1948، لأول مرة عن دار نشر كنوبف.